# Pedro Soares de Sousa
Pedro Soares de Sousa, também referido como Pero Soares de Sousa (século XVI), exerceu o cargo de 4º capitão do donatário da ilha de Santa Maria entre 1571-1573 e cerca de 1576 ou 1580. Foi precedido no cargo por João de Marvão como lugar-tenente de João Soares de Sousa. Foi seguido por Jerónimo Coutinho. Foi também Cavaleiro da Ordem de Cristo e comendador de São Pedro do Sul.
Não deve ser confundido com o seu descendente homónimo, que exerceu o cargo de 7º capitão do donatário da ilha, que fez testamento em 12 de Fevereiro de 1634, onde refere que em 1616 foi à capital do Reino (Lisboa) para tomar conta do governo da ilha de Santa Maria.

## Biografia
Foi filho de João Soares de Sousa, 3º capitão do donatário de Santa Maria (Vila do Porto, c. 1493 — 2 de Janeiro 1571)) e de Guiomar da Cunha (1500 -?), filha de Francisco da Cunha de Albuquerque (1460 -?) e de Brites da Câmara.
Criado na Corte, dele se afirma que foi homem de caráter e muito caridoso, como o pai. Desposou, na ilha da Madeira, Beatriz de Morais, filha de João de Morais e de Catarina Fernandes, de quem teve:
1. João Soares de Sousa (c. 1560 -?) frade de Ordem de São Jerónimo;
2. António Soares, que embarcou para a Índia;
3. Henrique de Sousa, que veio a falecer;
4. Brás Soares de Sousa (c. 1570 — Capitania de Pernambuco, 1634) 5º Capitão Donatário da ilha de Santa Maria, que desposou Doroteia de Melo;
5. Ana de São João - freira professa no Convento da Esperança, em Ponta Delgada.

Enquanto ainda solteiro teve uma filha natural, de nome Concórdia de Sousa, que também foi religiosa, com o nome de Concórdia dos Anjos. (FERREIRA, s.d.:104)